# Такаиси, Кацуо
Кацуо Такаиси (яп. 高石 勝男 Такаиси Кацуо, 14 октября 1906, Осака — 13 апреля 1966) — японский пловец, призёр Олимпийских игр.
Кацуо Такаиси родился в 1906 году в префектуре Осака, окончил Университет Васэда. В 1923 году на Дальневосточных играх в Осаке он завоевал золотые медали во всех трёх плавательных дисциплинах и был включён в японскую олимпийскую сборную. В 1924 году на Олимпийских играх в Париже он стал четвёртым в эстафете 4×200 м вольным стилем, и пятым на дистанциях в 100 м вольным стилем и 1500 метров вольным стилем.
В 1924—1928 годах Кацуо Такаиси выигрывал все международные состязания, в которых принимал участие, за исключением тех, где ему приходилось соревноваться с американским чемпионом Джонни Вайсмюллером.
В 1928 году на Олимпийских играх в Амстердаме Кацуо Такаиси был капитаном японской сборной по плаванию. Он завоевал серебряную медаль в эстафете 4×200 м вольным стилем, и бронзовую на дистанции 100 м вольным стилем, став при этом четвёртым на дистанции 400 м вольным стилем.
В 1932 году на Олимпийских играх в Лос-Анджелесе Кацуо Такаиси был тренером японской сборной по плаванию; по возвращении на родину он написал опубликованную в 1935 году книгу «Плавание в Японии».
После Второй мировой войны Кацуо Такаиси стал председателем Любительской федерации плавания Японии. Он скончался в 1966 году от рака лёгких. В 1991 году он был посмертно включён в Международный зал славы плавания.